# Isopedella flavida
Isopedella flavida är en spindelart som först beskrevs av Ludwig Carl Christian Koch 1875.  Isopedella flavida ingår i släktet Isopedella och familjen jättekrabbspindlar. Inga underarter finns listade i Catalogue of Life.